# Джон Літгоу
Джон Літгоу (англ. John Lithgow; нар. 19 жовтня 1945) — американський актор.

## Життєпис
Джон Літгоу народився 19 жовтня 1945 року у місті Рочестер, штат Нью-Йорк, США. Батько Артур Вашингтон Літгоу III — театральний продюсер і режисер, мати Сара Джейн — акторка. Джон Літгоу вчився в Гарварді і театральною діяльністю почав займатися лише в університеті. Після його закінчення отримав Фулбрайтівську стипендію і продовжив акторську освіту в Лондонській академії музики і драматичного мистецтва. Після повернення з Лондона, Джон почав виступати на Бродвеї і в 1973 році отримавши премію «Тоні». Вперше в кіно актор знявся в 1972 році. Отримує номінацію на премію «Оскар» як найкращий актор другого плану за роль у фільмі «Світ по Гарпу» (1982) і «Мова ніжності» (1983). Академія фантастичних фільмів і фільмів жахів вручила Літгоу свій приз «Сатурн», як найкращому актору другого плану за роль в картині «Сутінкова зона» (1983). За гру у телесеріалі «Третя планета від Сонця» у актора є три нагороди «Еммі» і один «Золотий глобус».

## Фільмографія
| Рік       |    | Українська назва                                                                  | Оригінальна назва                                             | Роль                                       |
| --------- | -- | --------------------------------------------------------------------------------- | ------------------------------------------------------------- | ------------------------------------------ |
| 1972      | ф  | Угода, або Блюз про втрачену сумку з сорока цеглинами по дорозі з Берклі в Бостон | Dealing: Or the Berkeley-to-Boston Forty-Brick Lost-Bag Blues | Джон                                       |
| 1974      | тф | Сільська дівчина                                                                  | The Country Girl                                              | Пол Унгер                                  |
| 1976      | ф  | Одержимість                                                                       | Obsession                                                     | Роберт Лассаль                             |
| 1977      | с  | Великі вистави                                                                    | Great Performances                                            | капітан Торн                               |
| 1978      | ф  | Велика афера                                                                      | The Big Fix                                                   | Сем Себастьян                              |
| 1979      | ф  | Багаті діти                                                                       | Rich Kids                                                     | Пол Філіпс                                 |
| 1979      | ф  | Весь цей джаз                                                                     | All That Jazz                                                 | Лукас Сержант                              |
| 1980      | тф | Найстаріший випускник                                                             | The Oldest Living Graduate                                    | Кларенс                                    |
| 1980      | тф | Мама, перевертень і я                                                             | Mom, the Wolfman and Me                                       | Вейлі                                      |
| 1980      | тф | Велика білявка                                                                    | Big Blonde                                                    | Гербі Морс                                 |
| 1981      | ф  | Прокол                                                                            | Blow Out                                                      | Берк                                       |
| 1982      | ф  | Я танцюю так швидко, як можу                                                      | I'm Dancing as Fast as I Can                                  | містер Бруннер                             |
| 1982      | ф  | Світ по Гарпу                                                                     | The World According to Garp                                   | Роберта Малдун                             |
| 1982      | тф | Не в присутності дітей                                                            | Not in Front of the Children                                  | Річард Каррутерс                           |
| 1983      | тф | Наступного дня                                                                    | The Day After                                                 | Джо Гакслі                                 |
| 1983      | ф  | Сутінкова зона                                                                    | Twilight Zone: The Movie                                      | Джон Валентайн                             |
| 1983      | ф  | Мова ніжності                                                                     | Terms of Endearment                                           | Сем Бернс                                  |
| 1984      | с  | Театр чарівних історій                                                            | Faerie Tale Theatre                                           | батько Золотоволоски                       |
| 1984      | ф  | Вільні                                                                            | Footloose                                                     | преподобний Шоу Мур                        |
| 1984      | ф  | Пригоди Бакару Банзая у 8-му вимірі                                               | The Adventures of Buckaroo Banzai Across the 8th Dimension    | Лорд Джон Ворфін / Доктор Еміліо Лізардо   |
| 1984      | ф  | Космічна одіссея 2010 року                                                        | 2010                                                          | доктор Волтер Керноу                       |
| 1984      | тф | Блискучий купол                                                                   | The Glitter Dome                                              | сержант Марті Велборн                      |
| 1985      | мф | Дивовижна кістка                                                                  | The Amazing Bone                                              | оповідач                                   |
| 1985      | ф  | Зачарована                                                                        | Mesmerized                                                    | Олівер Томпсон                             |
| 1985      | ф  | Санта Клаус                                                                       | Santa Claus                                                   | Бі Зі                                      |
| 1986      | ф  | Мангеттенський проект                                                             | The Manhattan Project                                         | Джон Метьюсон                              |
| 1986      | с  | Дивовижні історії                                                                 | Amazing Stories                                               | Джон Волтерс                               |
| 1986      | тф | Місце відпочинку                                                                  | Resting Place                                                 | Maj. Kendall Laird                         |
| 1987      | тф | Дівчинка Скотт                                                                    | Baby Girl Scott                                               | Ніл Скотт                                  |
| 1987      | ф  | Гаррі і Гендерсони                                                                | Harry and the Hendersons                                      | Джордж Гендерсон                           |
| 1988      | ф  | Далекий грім                                                                      | Distant Thunder                                               | Марк Ламберт                               |
| 1989      | ф  | Замерзлий                                                                         | Out Cold                                                      | Дейв                                       |
| 1989      | тф |                                                                                   | Traveling Man                                                 | Бен Клаетт                                 |
| 1990      | кф |                                                                                   | Kid-Size Concert                                              | господар                                   |
| 1990      | ф  | Красуня Мемфіса                                                                   | Memphis Belle                                                 | підполковник Брюс Деррінджер               |
| 1990      | тф | Мисливці за слоновою кісткою                                                      | Ivory Hunters                                                 | Роберт Картер                              |
| 1991      | тф | Хлопчики                                                                          | The Boys                                                      | Арті Маргуліс                              |
| 1991      | ф  | Лос-Анджелеська історія                                                           | L.A. Story                                                    | Гаррі Целль                                |
| 1991      | ф  | Рикошет                                                                           | Ricochet                                                      | Ерл Телбот Блейк                           |
| 1991      | ф  | Ігри в полях Господніх                                                            | At Play in the Fields of the Lord                             | Леслі Габен                                |
| 1992      | ф  | Виховання Каїна                                                                   | Raising Cain                                                  | декілька ролей                             |
| 1992      | мф | Йертл черепаха та інші історії                                                    | Yertle the Turtle and Other Stories                           | оповідач                                   |
| 1993      | мф | Сильвестр і магічний кристал                                                      | Sylvester and the Magic Pebble                                | оповідач                                   |
| 1993      | мф | Мишача країна і мишаче місто: Різдвяна казка                                      | The Country Mouse & the City Mouse: A Christmas Tale          | Олександр                                  |
| 1993      | ф  | Скелелаз                                                                          | Cliffhanger                                                   | Ерік Квелен                                |
| 1993      | ф  | Не та людина                                                                      | The Wrong Man                                                 | Філіп Міллс                                |
| 1993      | ф  | Любов, зрада і крадіжка                                                           | Love, Cheat & Steal                                           | Пол Гаррінгтон                             |
| 1993      | ф  | Досьє Пелікан                                                                     | The Pelican Brief                                             | Сміт Кін                                   |
| 1994      | ф  | Хороша людина у Африці                                                            | A Good Man in Africa                                          | Артур Фаншо, британський верховний комісар |
| 1994      | ф  | Принцеса Карабу                                                                   | Princess Caraboo                                              | Професор Вілкінсон                         |
| 1994      | ф  | Безмовна сутичка                                                                  | Silent Fall                                                   | доктор Рене Гарлінгер                      |
| 1994      | тф | Друга Світова війна: Коли гарчали леви                                            | World War II: When Lions Roared                               | Франклін Делано Рузвельт                   |
| 1995      | тф | Хранитель мого брата                                                              | My Brother's Keeper                                           | Том Бредлі / Боб Бредлі                    |
| 1995      | тф | Пілоти з Таскігі                                                                  | The Tuskegee Airmen                                           | сенатор Коньерс                            |
| 1995      | тф | Завіса червоного дерева                                                           | Redwood Curtain                                               | Лерд Ріордан                               |
| 1995      | с  | Байки зі склепу                                                                   | Tales from the Crypt                                          | доктор Оскар Чарльз                        |
| 1995      | с  | Фрейзер                                                                           | Frasier                                                       | Безумець Мартінес                          |
| 1996—2001 | с  | Третя планета від Сонця                                                           | 3rd Rock from the Sun                                         | доктор Дік Соломон                         |
| 1996      | ф  | Блукаюча куля                                                                     | Hollow Point                                                  | Томас Лівінгстон                           |
| 1997      | кф | Офіцер Бакблі і Глорія                                                            | Officer Buckle and Gloria                                     | оповідач                                   |
| 1998      | ф  | Джонні Стерв'ятник                                                                | Johnny Skidmarks                                              | сержант Ларрі Сковік                       |
| 1998      | ф  | Доморощений                                                                       | Homegrown                                                     | Малкольм / Роберт Стокман                  |
| 1998      | ф  | Цивільний позов                                                                   | A Civil Action                                                | суддя Волтер Дж. Скіннер                   |
| 2000      | тф | Останній лицар                                                                    | Don Quixote                                                   | Дон Кіхот-де-Ла-Манча                      |
| 2000      | мф | Карапузи в Парижі                                                                 | Rugrats in Paris: The Movie - Rugrats II                      | Жан-Клод                                   |
| 2001      | мф | Шрек                                                                              | Shrek                                                         | лорд Фаркваард                             |
| 2001      | мф | Караоке-вечірка Шрека на болоті                                                   | Shrek in the Swamp Karaoke Dance Party                        | лорд Фаркваард                             |
| 2002      | ф  | Країна чудіїв                                                                     | Orange County                                                 | Бад Брамдер                                |
| 2003      | с  | Свобода: Історія про нас                                                          | Freedom: A History of Usдекілька ролей                        |                                            |
| 2003      | мф |                                                                                   | Bark, George                                                  | оповідач                                   |
| 2003      | мф | Шрек 4-D                                                                          | Shrek 4-D                                                     | привид Фаркваарда                          |
| 2004      | ф  | Життя і смерть Пітера Селлерса                                                    | The Life and Death of Peter Sellers                           | Блейк Едвардс                              |
| 2004      | ф  | Доктор Кінсі                                                                      | Kinsey                                                        | Альфред Кінсі                              |
| 2004      | тф |                                                                                   | My Life, Inc.                                                 | Ян ван де Бунт                             |
| 2005      | тф |                                                                                   | оповідач                                                      |                                            |
| 2005      | с  | Нова зірка                                                                        | Nova                                                          | оповідач                                   |
| 2006      | с  |                                                                                   | Paloozaville                                                  | Мер                                        |
| 2006      | ф  | Дівчата мрії                                                                      | Dreamgirls                                                    | Джеррі Гарріс                              |
| 2006—2008 | с  | Двадцять славних років                                                            | Twenty Good Years                                             | Джон Мейсон                                |
| 2009      | с  | 30 потрясінь                                                                      | 30 Rock                                                       | Джон Літгоу                                |
| 2009      | с  | Декстер                                                                           | Dexter                                                        | Артур Мітчелл                              |
| 2009      | кф | Моторошний світ Лаванди Вільямс                                                   | The Macabre World of Lavender Williams                        | Бог                                        |
| 2009      | ф  | Зізнання шопоголіка                                                               | Confessions of a Shopaholic                                   | Едгар Вест                                 |
| 2010      | ф  | Заміж у високосний рік                                                            | Leap Year                                                     | Джек                                       |
| 2011—2014 | с  | Як я познайомився з вашою мамою                                                   | How I Met Your Mother                                         | Джеррі Вітакер                             |
| 2011      | ф  | Повстання Планети мавп                                                            | Rise of the Planet of the Apes                                | Чарльз Родман                              |
| 2011      | ф  | Старий Новий рік                                                                  | New Year's Eve                                                | Джонатан Кокс                              |
| 2012      | ф  | Брудна кампанія за чесні вибори                                                   | The Campaign                                                  | Гленн Мотч                                 |
| 2012      | ф  | Кохання по дорослому                                                              | This Is 40                                                    | Олівер                                     |
| 2013—2014 | с  | Якось в країні чудес                                                              | Once Upon a Time in Wonderland                                | білий кролик                               |
| 2014      | ф  | Любов — дивна штука                                                               | Love Is Strange                                               | Бен                                        |
| 2014      | ф  | Інтерстеллар                                                                      | Interstellar                                                  | Дональд                                    |
| 2014      | ф  | Місцевий                                                                          | The Homesman                                                  | преподобний Альфред Дауд                   |
| 2014      | мф |                                                                                   | The Jungle Bunch 2: The Great Treasure Quest                  | Моріс                                      |
| 2014      | с  | П'яна історія                                                                     | Drunk History                                                 | Джордж Вашингтон / Вільям Рендольф Герст   |
| 2016      | с  | Корона                                                                            | The Crown                                                     | Вінстон Черчілль                           |
| 2016      | ф  | Аудитор                                                                           | The Accountant                                                | Ламар Блекберн                             |
| 2016      | ф  | Небезпечна гра Слоун                                                              | Miss Sloane                                                   | сенатор Рон Сперлінг                       |
| 2017      | ф  | Хто в домі тато 2                                                                 | Daddy's Home 2                                                | Містер Вітакер                             |
| 2019      | ф  | Людина майбутнього                                                                | The Tomorrow Man                                              | Ед Гемслер                                 |
| 2019      | ф  | Секс-бомба                                                                        | Bombshell                                                     | Роджер Ейлс                                |
| 2023      | мф |                                                                                   | Spellbound                                                    | міністр Болінар                            |
| 2023      | ф  | Вбивці квіткової повні                                                            | Killers of the Flower Moon                                    | Лівард                                     |
| 2024      | ф  | Конклав                                                                           | Conclave                                                      | кардинал Тремблей                          |